# Застава Анголе
Застава Анголе која је почела да се користи од 11. новембра 1975. када је Ангола добила независност. Подељена је хоризонтално у два дела: црвени и црни.
Постоје две усвојене симболике ове заставе. Прва је да црвено представља социјализам, а црно Африку. Друга симболика која је настала касније је да црвено представља крв Анголаца проливену у борби за независност, а црна Афрички континент. Грб у средини представља индустрију и сељаке, који је постављен по узору на совјетски симбол комунизма. 
Због контроверзе и подсећања на крваву прошлост уместо уливања наде у будућност предложена је нова застава. Сунце у средини је пећинска слика пронађена у Читундо-Хулу пећини.

## Галерија
- Застава Португалске Прекоморске провинције Анголе 
(1967)
- Предлог нове заставе који још није ратификован